# Tuvá
Tuvá (en ruso: Тыва́, tr.: Tyvá; en tuvano: Тыва), oficialmente República de Tuvá (en ruso: Респу́блика Тыва́, tr.: Respúblika Tyvá; en tuvano: Тыва Республика) es una de las veinticuatro repúblicas que, junto con los cuarenta y siete óblast, nueve krais, cuatro distritos autónomos y tres ciudades federales, conforman los ochenta y nueve sujetos federales de la federación Rusa. Su capital es Kizil. Está ubicada en el distrito de Siberia, limitando al norte con Jakasia, el krai de Krasnoyarsk y el óblast de Irkutsk, al este con Buriatia, al sur con Mongolia y al oeste con la República de Altái.
La bandera de Tuvá surgió de un concurso en 1991 convocado por el gobierno. Fue diseñada por Oyun-ool Sat, maestro de arte, y fue adoptada oficialmente el 17 de agosto de 1992. 
El emblema de Tuvá es un campo celeste con un borde amarillo. En el centro del campo está un jinete tradicional, simbolizando la soberanía y el espíritu de Tuvá. El escudo de armas fue creado en 1992, y es similar al escudo actual de la república de Mongolia, que fue adoptado ese mismo año. 
Las religiones con más adherentes en Tuvá son el budismo tibetano, el cristianismo ortodoxo y el chamanismo.

## Geografía
Está situada al centro de Asia, en la parte meridional de Siberia. Limita al sur y al este con Mongolia, al noreste con la república de Buriatia y el óblast de Irkutsk, al norte con el territorio de Krasnoiarsk, al noroeste con la república de Jakasia y al oeste con la república de Altái. Tiene una extensión de 168 606 km².
Es una zona montañosa, limitada por los montes Sayanes Occidentales al norte y los montes Tannu-Ola al sur, en frontera con Mongolia. Al oeste se alzan las montañas del macizo de Altái. El país es atravesado por el río Yeniséi (aquí llamado Ulug-Jem), que une a Kyzyl en la confluencia del Bii-Jem (o Gran Yeniséi) y el Kaa-Jem (o Pequeño Yeniséi).

### Mapas

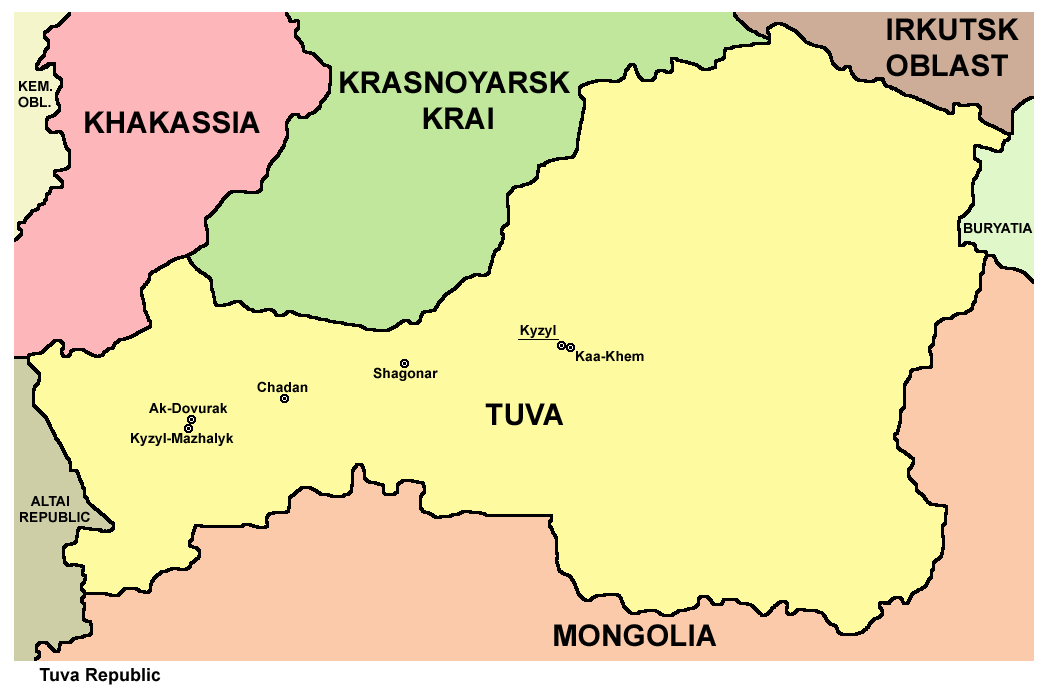
Mapa de Tuvá mostrando las principales ciudades
El río Yeniséi nace en Tuvá, de la confluencia de los ríos Bolshói Yeniséi y Mali Yeniséi
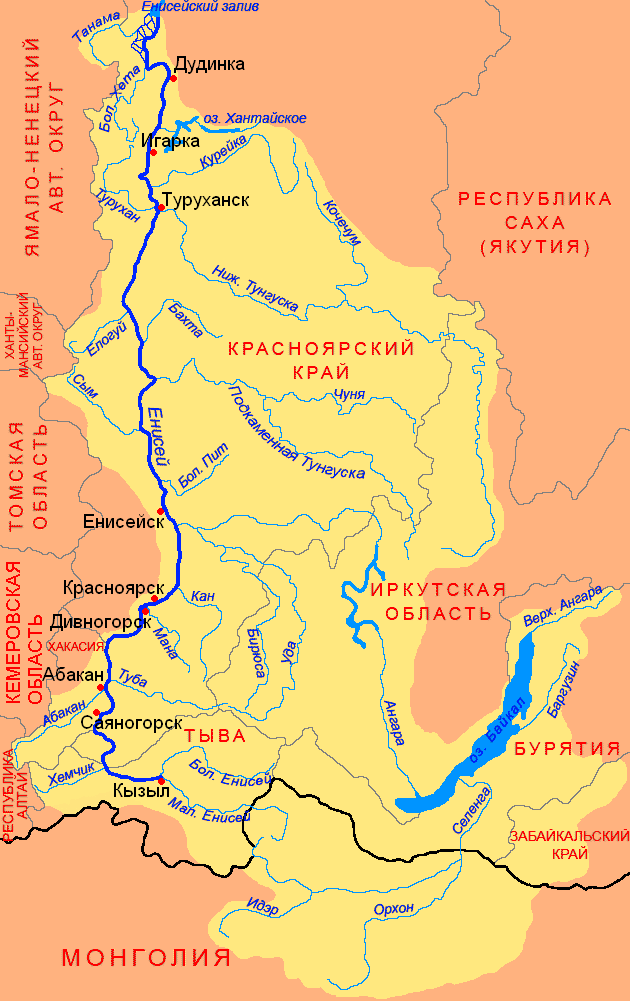
Mapa en ruso del Yeniséi (Енисей); Kizil (Кызы́л), la capital de Tuvá (Тыва́),  está ubicada en el lugar donde nace este río

## Historia

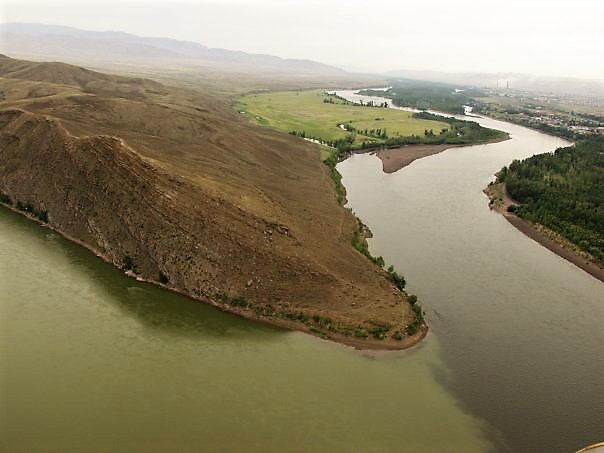
Confluencia del río Bolshói Yeniséi y del Mali Yeniséi en Kizil

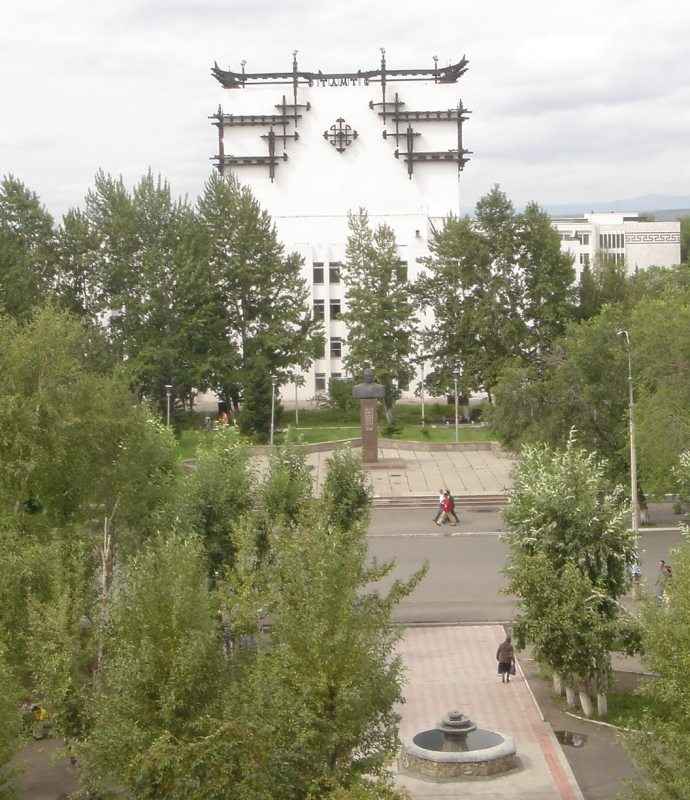
Parlamento de Tuvá

### Orígenes y primeros Estados
El primer Estado independiente al sur de Siberia apareció entre los siglos IV-III a. C. Las antiguas crónicas chinas llaman dinliny (ballena,  丁零) a sus habitantes, y al Estado Dinlin th (丁零國). Dinlinthan se encontraba al oeste del lago Baikal.
En el siglo VIII Tuvá era una región independiente, dirigida por sus propios señores, era el Kanato de Tuvá. En el siglo IX el imperio de la estepa se expandió rápidamente. Kirguistán, dirigido por el deificado Hagan, centró su territorio en Jakasia.
En 840, el Estado es destruido por el Kaganato uigur (745-847), el cual extendió su autoridad sobre el territorio de la actual Tuvá y Mongolia. En búsqueda de los restos de los uigures, los kirguises del Yeniséi lucharon en Irtysh y Amur, invadieron los oasis del Turkestán Oriental. Durante el período del Kanato de Kirguistán (840-944), Yeniséi Kirghiz fue uno de los más grandes líderes militares y administrativos. Se considera que estaba relacionado por medio del matrimonio dinástico con China y países vecinos.
Los turcos y mongoles del Kanato de Kirguistán defendieron su independencia hasta el siglo XIII, cuando se convirtió en un punto de inflexión en el desarrollo independiente de la región de los montes Altái. Luego Kirguistán perdió Mongolia. Yeniséi Kirghiz retuvo su asentamiento en dos conjuntos principales: 1) Alto y Medio Yeniséi 2) Altái e Irtysh. De la anterior manera los kirguises del Yeniséi se dispersaron. El Reino de Mongolia Hori-Túmety se encontraba al oeste del lago Baikal. Los Tumety eran una tribu grande y guerrera, emigraron a la tierra de la moderna Mongolia Interior en el siglo XIII.
Otras tribus mongoles del bosque vivían en los territorios de la actual Buriatia, Tuvá y la región de Irkutsk. Una de ellas, los oirates, habitaban el territorio de la Tuvá moderna y los Huvsgel Aimag en Mongolia, pero emigraron hacia el sur en el siglo XIV. En 1206, Gengis Kan proclama en el Congreso del gran Khan la unión de las tribus mongoles. El territorio del Tuvá moderno se incluía dentro de sus territorios. En el siglo XIV el Imperio mongol se desintegró en Estados separados. El territorio de Tuvá fue parte del Kanato del Norte de Yuan en China, luego del Kanato Jotogóido (Khotogoid) y por último del Kanato de Zungaria hasta el año de 1758.
Después de la derrota del Kanato de Zungaria, el territorio de Tuvá fue parte del Imperio Qing de China. Hasta 1914 Tuvá estuvo bajo el dominio de China (el Imperio Qing, desde el año 1912 de la República de China), como parte de sus dominios mongoles. Después de la Revolución de Xinhai en China y la caída del Imperio Qing en 1912-1913, Rusia formó movimientos separatistas entre los mandatarios tuvanos. Dichos mandatarios apelaron repetidamente al gobierno imperial de Rusia para que Tuvá fuese un protectorado del Imperio ruso. El 17 de abril de 1914, el Emperador Nicolás II consumó la anexión de Tuvá a Rusia, anunciándolo en un memorándum oficial.

### Imperio ruso
En 1914 Tuvá se independizó nominalmente como la República de Urianjái hasta que se convirtió en un protectorado del Imperio ruso llamado Krai de Urianjái que comprendía la provincia de Yeniséi. En el mismo año, comenzó la construcción de la población, capital de la región, conocida como Belotsarsk (o zar blanco, es decir, el emperador ruso), siendo rebautizada por el régimen prosoviético como Kizil (Rojo en tuvano).
El 18 de junio de 1918 se celebró en la provincia Urianjái una reunión conjunta de los congresos de Rusia y Tuvá, adoptándose por unanimidad el Tratado de la libre determinación de Tuvá, amistad y ayuda mutua de los pueblos ruso y tuvano.
El 7 de julio de 1918, la región de Urianjái fue capturada por las tropas de Aleksandr Kolchak. El 14 de junio de 1919, las tropas de la república soviética de Badzhéi bajo el mando de Aleksandr Krávchenko y Piotr Shchetinkin tomaron la mayor parte de Tuvá. El 18 de julio de 1919, se capturó Belotsarsk, ciudad que había sido tomada por fuerzas insurgentes. El poder soviético en la región de Tuvá se instauró.
A mediados de 1921, los revolucionarios tuvanos locales apoyaron la RSFS de Rusia, decidieron proclamar la independencia nacional de Tuvá y se formó la República Popular de Tannu Tuvá.

### República independiente
El pueblo de la República de Tuvá tenía una constitución, bandera, escudo de armas, reservas de oro, presupuesto y representante autorizado en la Unión Soviética y la República Popular de Mongolia.
Desde 1926 existía la República Popular de Tuvá. Fue reconocida por la Unión Soviética en 1924 y la República Popular de Mongolia en 1926, pero no fue reconocida por China, y la mayoría de los países del mundo decían que Tuvá era parte de China.
El primer gobernante del estado, el primer ministro Donduk Kuular, trató de fortalecer los lazos con Mongolia y establecer el budismo como religión oficial del estado. Esto inquietó al Kremlin, que orquestó un golpe de Estado llevado a cabo en 1929 por cinco jóvenes tuvanos graduados de la Universidad Comunista de los Trabajadores del Este de Moscú.
El 22 de junio de 1941, durante la Segunda Guerra Mundial, tuvo lugar en Tuvá el Congreso del X Gran Jural de la República Popular de Tuvá. Los delegados del Congreso (334 personas) reunidos en la reunión adoptaron por unanimidad una declaración, que proclamaba:

El pueblo de Tuvan, encabezado por su partido y gobierno revolucionarios, está dispuesto con todas sus fuerzas y medios a participar en la lucha del pueblo soviético contra el agresor fascista hasta la victoria final sobre él.

Al adoptar la declaración, Tuvá marcó su entrada en la guerra del lado de la URSS, declarando oficialmente la guerra a la Alemania nazi y sus aliados. Es de destacar que en el anuncio de apoyo a la URSS en la guerra contra la Alemania nazi. Así, la República Popular de Tuvá se convirtió en el primer estado extranjero en actuar oficialmente como aliado de la Unión Soviética en su lucha contra la Alemania nazi tras su entrada en la Segunda Guerra Mundial. Al hacerlo, se comprometió a brindar asistencia a la Unión Soviética.
Las reservas de oro de la república (unos 30 millones de rublos) se transfirieron a Moscú. De junio de 1941 a octubre de 1944 Tuvá suministró 50 mil caballos, 52 mil pares de esquís, 12 mil abrigos de piel cortos, 15 mil pares de botas de fieltro, 70 mil toneladas de lana de oveja, varios cientos de toneladas de carne, carros, trineos, para el necesidades del Ejército Rojo, arneses y otros bienes por un valor total de alrededor de 66,5 millones de rublos. Se compraron varias docenas de aviones de combate y tanques con donaciones de la población tuvana.
En 1942, el gobierno soviético autorizó la admisión de voluntarios tuvanos a las filas del Ejército Rojo. Anteriormente, se anunció la movilización de ciudadanos de habla rusa en el Ejército Rojo. Los primeros voluntarios se unieron a las filas del Ejército Rojo en mayo de 1943 y se alistaron en el 25.° Regimiento Independiente de Tanques (desde febrero de 1944 como parte del 52.° Ejército del 2° Frente Ucraniano), que participó en combates en Ucrania, Moldavia, Rumanía, Hungría y Checoslovaquia. En septiembre de 1943, el segundo grupo de voluntarios (206 personas) se alistó en la 8.ª División de Caballería, donde participó en un ataque a la retaguardia alemana en el oeste de Ucrania. En total, durante los años de guerra, hasta ocho mil habitantes de Tuvá sirvieron en las filas del Ejército Rojo.

### Tuvá en la Unión Soviética
El 17 de agosto de 1944, la VII sesión del Pequeño Jural de Tuvá (parlamento) adoptó una declaración sobre la anexión de la República Popular de Tuvá a la Unión Soviética y solicitó al Sóviet Supremo de la URSS que aceptara a Tuvá en la URSS como una región autónoma en la RSFS de Rusia; El presídium del Sóviet Supremo de la URSS, por decreto del 11 de octubre de 1944, concedió la petición y propuso al Sóviet Supremo de la RSFS de Rusia aceptar la anexión de la República Popular de Tuvá a la RSFS de Rusia como república autónoma. Por decreto del Presidium del Sóviet Supremo de la RSFS de Rusia del 14 de octubre de 1944 "Sobre la admisión de la República Popular de Tuvá en la República Socialista Federativa Soviética de Rusia", Tuvá fue admitida en Rusia como RASS de Tuvá; no se celebró referéndum sobre este tema.
El 10 de octubre de 1961 se transformó en la república autónoma socialista soviética de Tuvá. El 17 de diciembre de 1961, en las elecciones para el Consejo Supremo de la RSSA de Tuvá tuvo su primera declaratoria.
En 1978 se aprobó la primera Constitución de la RSSA de Tuvá desde que llegó a la Unión Soviética. El 12 de diciembre de 1991 en la RSSA de Tuvá aprobaron la Declaración de Soberanía de los Estados de la república soviética de Tuvá.
Después del golpe de Estado de agosto en la Unión Soviética, el 28 de agosto de 1991 la RSSA de Tuvá fue renombrada como el Consejo Supremo de la República en la República de Tuvá. Este nombre fue consagrado en la Constitución rusa, modificada en 1992.

### República de Tuvá
En el 1993 la versión fue adoptada por la Constitución de la república con el nuevo nombre de república: república de Tyva. La nueva Constitución de Rusia en 1993, lo adoptó después de 2 meses de que se fijó el nombre de «república de Tyva». Durante la actual Constitución de la república del año 2001 se especificó que el nombre de República de Tyva y Tuvá eran sinónimos. El 12 de abril de 2010 se celebró un referéndum para que la constitución tuvana coincidiera con la rusa.

## Demografía
De acuerdo al censo de 2010, la población de Tuvá era de 307.930 personas.
La población en el año 2002 fue de 305.510 habitantes. Según datos oficiales (2002), más de dos tercios de la población (235.313 personas, el 77% de la población) son de etnia tuvana, pueblo de origen túrquico el cual habla una lengua de origen túrquico; otros tuvanos vienen de Mongolia y de China. El resto de la población de la república está formada por rusos.

## Economía
La mayor parte de la producción industrial está concentrada en la capital Kyzyl y en Ak-Dovurak. La economía de Tuvá se basa en la industria (madera, metal, materiales de construcción), la agricultura (cereales) y en la extracción de materias primas (amianto, cobalto, carbón, sal). En la región central, la más habitada, se encuentran los centros industriales de Kyzyl, Ak-Dovurak y Chadan, y es una zona rica en cereales (trigo, cebada, mijo) y ganadería (ovejas, cabras); el sur es también una región ganadera, y el noreste es un área boscosa en la que la economía está basada en la explotación forestal, la cacería, la cría de ciervos y la pesca.

## Política

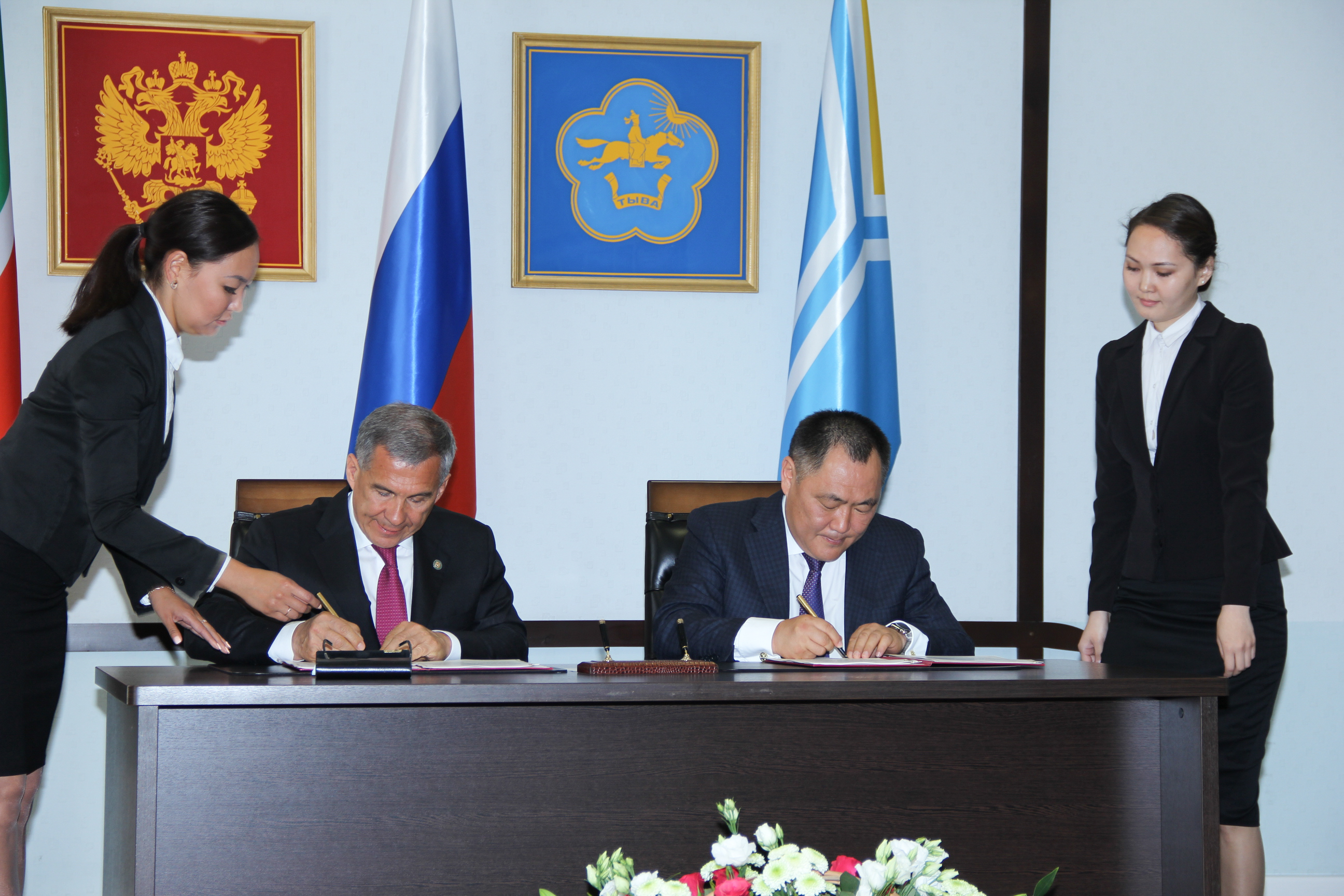
El expresidente de la república de Tuvá Sholban Kara-ool (derecha) en 2016

El jefe de gobierno en Tuvá es el presidente del Gobierno, que es elegido por un período de cuatro años. El primer presidente del gobierno fue Sherig-ool Oorzhak. El 3 de abril de 2007, el presidente ruso, Vladímir Putin, nombró a Sholban Kara-ool, de 40 años, un ex campeón de lucha libre, como Presidente del Gobierno de Tuvá. La candidatura de Kara-ool fue aprobada por el Gran Jural el 9 de abril de 2007. Kara-ool sirvió desde 2007 hasta 2021. El tercer y actual jefe de gobierno de Tuvá es Vladislav Jovalyg.
La institución legislativa, el Congreso de Tuvá —el Gran Jural—, tiene 162 escaños. Cada diputado es elegido por un periodo de cuatro años. La Constitución de la república se adoptó el 23 de octubre de 1993.

## Cultura
Los habitantes de Tuvá son famosos por sus cantos, particularmente por la técnica vocal del canto difónico o canto de la garganta. Khuresh, la lucha libre de Tuvá, es un deporte muy popular. Se realizan competiciones en el festival anual de Naadam en Tos-Bulak.

## Religión
Las religiones con más adherentes en Tuvá son el budismo tibetano, el cristianismo ortodoxo y el chamanismo.

## Educación
Los más importantes centros de educación universitaria incluyen la Universidad Estatal de Tuvá y el Instituto de Investigación Humanitaria de Tuvá, ambos se encuentran en la capital Kizil.